# 삼성 갤럭시 M 시리즈
삼성 갤럭시 M 시리즈는 삼성전자가 제조한 온라인 전용 스마트폰 제품군이다. 삼성 갤럭시 M10과 M20은 2019년 2월 5일에 출시되었고, 3월 7일에 삼성 갤럭시 M30과 6월 18일에 삼성 갤럭시 M40이 출시되었다. 갤럭시 M10과 M30은 9월 18일에 발표되었고, 둘 다 9월 29일에 출시되었다. 갤럭시 M01과 M11은 2020년 6월 2일에 출시되었으며 온라인과 오프라인 플랫폼에서 모두 판매되었다. 9월 10일, 삼성은 라인업의 첫 번째 상위 중급형 모델인 갤럭시 M51을 발표했다.
M은 Millennial을 의미한다. SAMSUNG의 3번째 알파벳이기도 하며 플래그쉽 시리즈의 S, 중급형 시리즈의 A, 보급형 시리즈의 M을 엮으면 '삼성'의 SAM이 된다.
2020년 기기부터 갤럭시 A 시리즈의 디자인을 그대로 가져오는 경우가 많다.
ex) 갤럭시 M51에 갤럭시 A51, 갤럭시 M31에 갤럭시 A31, 갤럭시 M12에 갤럭시 A12의 디자인을 사용

## 제품 목록

### 2019년 라인업
- 삼성 갤럭시 M10
- 삼성 갤럭시 M20
- 삼성 갤럭시 M30
- 삼성 갤럭시 M40

### 2020년 라인업
- 삼성 갤럭시 M01
- 삼성 갤럭시 M11
- 삼성 갤럭시 M21
- 삼성 갤럭시 M31
- 삼성 갤럭시 M51

### 2021년 라인업
- 삼성 갤럭시 M02
- 삼성 갤럭시 M12
- 삼성 갤럭시 M22
- 삼성 갤럭시 M32
- 삼성 갤럭시 M42 5G
- 삼성 갤럭시 M52 5G
- 삼성 갤럭시 M62

### 2022년 라인업
- 삼성 갤럭시 M13
- 삼성 갤럭시 M23 5G
- 삼성 갤럭시 M33 5G
- 삼성 갤럭시 M53 5G

### 2023년 라인업
- 삼성 갤럭시 M04(영어판)
- 삼성 갤럭시 M14 5G(영어판)
- 삼성 갤럭시 M34 5G(영어판)
- 삼성 갤럭시 M44 5G
- 삼성 갤럭시 M54 5G

### 2024년 라인업
- 삼성 갤럭시 M05
- 삼성 갤럭시 M15 5G
- 삼성 갤럭시 M35 5G(영어판)
- 삼성 갤럭시 M55 5G
- 삼성 갤럭시 M55s 5G

### 2025년 라인업
- 삼성 갤럭시 M06 5G
- 삼성 갤럭시 M16 5G
- 삼성 갤럭시 M36 5G
- 삼성 갤럭시 M56 5G